# Robin Fletcher
Robin Anthony Fletcher (Guilford, Engleska, 30. svibnja 1922.) je bivši engleski hokejaš na travi. 
Osvojio je brončano odličje na hokejaškom turniru na Olimpijskim igrama 1952. u Helsinkiju igrajući za Uj. Kraljevstvo. Igrao je na trima susretima kao napadač. Postigao je jedan pogodak.

## Vanjske poveznice
- Profil na Sports-Reference.com  Arhivirana inačica izvorne stranice od 30. kolovoza 2011. (Wayback Machine)
- Profil na Database Olympics